# Hieros gamos

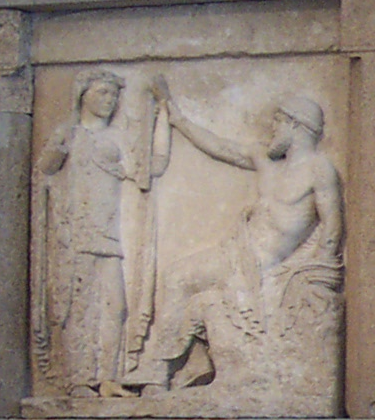
Hieros gamos van Hera met Zeus, die zit op een rots (de mons Ida?) (Metope van de Heratempel in Selinunte).

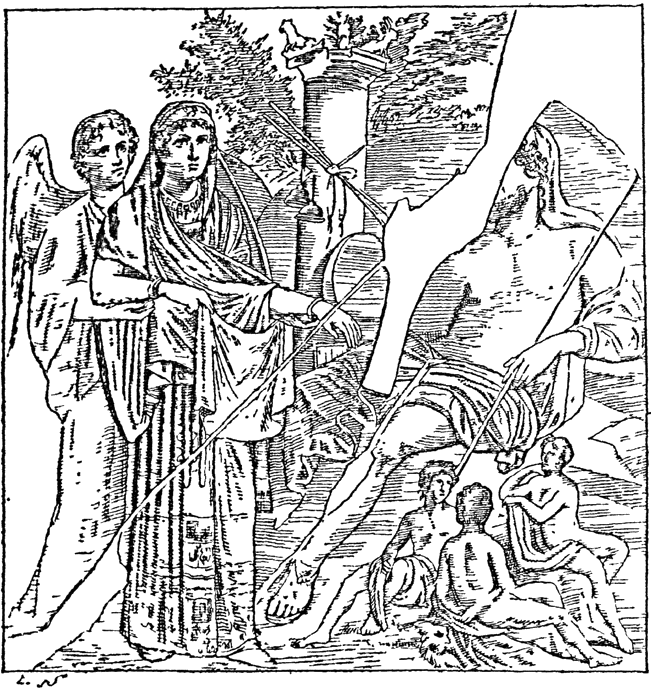
Hieros gamos tussen Hera, vergezeld door Iris, en Zeus (schets uit 1900 van een fresco te Pompeï).

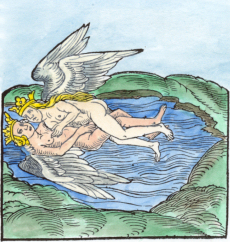
Alchemie. Uitbeelding van de fermentatio fase als hieros gamos. Houtsnede uit een achttiende-eeuwse uitgave van de Rosarium philosophorum.

Hieros gamos ('heilig huwelijk'; Oudgrieks: ἱερὸς γάμος / hieròs gámos) of hiërogamie (ἱερογαμία / hierogamía of θεογαμία / theogamía) is de technische term voor de mythische of rituele vereniging van een god en een godin of van een god en een mens in de oudheid. Vaak gaat het om een symbolische vereniging van tegengestelden: man-vrouw, god-mens, hemel-aarde, oost-west. Het heilig huwelijk was ook een ceremonie waarin een Mesopotamische koning zijn macht en de vruchtbaarheid van zijn land handhaafde door gemeenschap te hebben met de priesteres van een vruchtbaarheidsgodin. Verwante ceremonies bestonden in Mexico en India. Het begrip komt ook in symbolische zin voor in de alchemie, de psychologie van Jung en het neopaganisme.

## Nabije Oosten
Een vorm van de hieros gamos ontstond in de Mesopotamische stadstaten in de oudheid. De Babylonische koning had bijvoorbeeld gemeenschap met een priesteres tijdens het Babylonische Nieuwjaarsfestival (Akitu). Elders, onder koning Gudea, maakte het huwelijk tussen de goden Ningirsu en Baba deel uit van de ceremonie. Het doel ervan was het herbevestigen van de band tussen de stad via de koning en haar godin, die niet zozeer als moedergodin maar als geliefde werd gezien. De herbevestiging van de band gebeurde door het naspelen van een goddelijk huwelijk, waarbij de godin doorgaans werd vertegenwoordigd door een priesteres of hiërodule ('tempelprostituee'). Per implicatie had de koning zodoende de rol van de mannelijke god, en via het heilige huwelijk kreeg zijn koningschap een geheiligde en wettige basis.

## Griekse mythologie
In de Griekse mythologie is de hieros gamos het huwelijk tussen een hemelgod en een aardgodin, dat telkens opnieuw, in wisselende samenstellingen, plaatsvindt. Voorbeelden zijn de huwelijken tussen Uranus en Gaea, en tussen Cronus en Rhea. Het belangrijkste voorbeeld is het huwelijk van Zeus en Hera, dat gevierd werd in het Heraion van Samos, en waarschijnlijk zijn culturele voorlopers. Sommige onderzoekers willen de term beperken tot het naspelen van het huwelijk, maar de meesten vatten er ook echte gemeenschap ter bevordering van de vruchtbaarheid onder. Voorbeelden zijn de oeroude vereniging van Demeter met Iasion in een driemaal geploegde voor, volgens Hesiodus op Kreta.
Walter Burkert vond het bewijs van het voorkomen van het heilig huwelijk in de Griekse cultus mager en onduidelijk: "In hoeverre het heilige huwelijk niet eenvoudigweg een zienswijze op de natuur was maar een handeling in een ritueel is moeilijk te zeggen" Het bekendste voorbeeld van een ritueel heilig huwelijk werd opgevoerd tijdens de Anthesteria door de echtgenote van de Archon basileus, de koning van Athene, met Dionysus. Deze werd waarschijnlijk voorgesteld door diens priester of de basileus (koning) zelf in het Boukoleion op de Agora.
De kortdurende mystieke vereniging brengt Dionysus opnieuw voort. In de Heroëncultus werden helden als Theseus en Heracles voorgesteld als halfgoden, voortgekomen uit de vereniging van een godin en een sterfelijke man.

## Alchemie en Jungiaanse psychologie
In de alchemie staat hieros gamos voor fermentatie. Carl Jung besprak de hieros gamos in zijn boek Wandlungen und Symbole der Libido uit 1912.

## Neopaganisme
In wicca is de Grote Rite een seksueel ritueel dat voortkomt uit het heilige huwelijk. Meestal wordt het symbolisch uitgevoerd door een dolk met de punt vooruit in een schaal te leggen. Dit symboliseert de vereniging van man en vrouw in het heilige huwelijk. In de Britse oude wicca wordt het ritueel soms in werkelijkheid uitgevoerd door een hogepriester en een hogepriesteres.